# Glutamatrezeptor
Glutamatrezeptoren sind Transmembranproteine in der Membran von Neuronen, die spezifisch den Neurotransmitter Glutamat binden. Besonders groß ist ihre Dichte an der postsynaptischen Membran glutamaterger Synapsen. Innerhalb der Gruppe der Glutamatrezeptoren unterscheidet man zwischen ionotropen und metabotropen Glutamatrezeptoren.

## Ionotrope Glutamatrezeptoren
Zu den ionotropen Glutamatrezeptoren gehören AMPA-Rezeptoren, NMDA-Rezeptoren und Kainat-Rezeptoren. Sie unterscheiden sich im Aufbau, der Sequenz ihrer Untereinheiten sowie ihren spezifischen Bindungs-, Aktivierungs- und Leitungseigenschaften.

Alle drei sind hochaffin für Glutamat und haben unterschiedliche Präferenzen für andere Glutamat-Agonisten wie die namensgebenden Substanzen AMPA (englisch α-amino-3-hydroxy-5-methyl-4-isoxazolepropionic acid), NMDA (N-Methyl-D-Aspartat) und Kainat.
- AMPA-Rezeptoren sind tetramere Ionenkanäle, die permeabel für Natrium- und Kalium-Ionen sind. Abhängig davon, aus welchen Protein-Untereinheiten sie zusammengesetzt sind, können sie auch eine Calcium-Leitfähigkeit aufweisen.

- NMDA-Rezeptoren sind tetramere nichtselektive Kationenkanäle, die zusätzlich zur ligandenabhängigen Aktivierung auch noch eine Spannungsabhängigkeit zeigen. Die Öffnung des NMDA-Rezeptorkanals erfordert nicht nur die Bindung von Glutamat, sondern auch die Beseitigung seiner Blockade durch je ein Magnesium-Ion bei Depolarisation der postsynaptischen Membran.

- Kainat-Rezeptoren sind tetramere Ionenkanäle, die in erster Linie für Natrium und Kalium leitfähig sind, ein wenig jedoch auch für Calcium. Die Calciumleitfähigkeit hängt vor allem von der Edierung der Untereinheiten ab.

## Metabotrope Glutamatrezeptoren
Die metabotropen Glutamatrezeptoren zählen zu den phylogenetisch ältesten G-Protein-gekoppelten Rezeptoren. Derzeit sind acht metabotrope Glutamat-Rezeptoren bekannt: mGlu1 bis mGlu8 (mGluR1 – mGluR8). Aufgrund von Ähnlichkeiten in der Aminosäuresequenz, pharmakologischen Eigenschaften und intrazellulären Signalwegen, mit denen sie gekoppelt sind, werden diese in drei Gruppen eingeteilt.

- Gruppe I (Gq-gekoppelt): Dazu gehören mGluR1 und mGluR5. Sie aktivieren die Phospholipase C, was zur Anreicherung von IP3 und Diacylglycerol (DAG) im Zellinneren führt. Über IP3-Rezeptoren kommt es zur Freisetzung von Kalziumionen aus dem endoplasmatischen Retikulum, während DAG vor allem die Proteinkinase C aktiviert.
- Gruppe II (Gi-gekoppelt): Dazu gehören mGluR2 und mGluR3. Sie regulieren die Adenylatcyclase negativ.
- Gruppe III (Gi-gekoppelt): Dazu gehören mGluR4, mGluR6, mGluR7 und mGluR8. Wie die Gruppe II mGluR hemmen sie die Adenylatcyclase.

Allen gemeinsam ist eine große N-terminale Domäne, auf der sich die Glutamat-Bindungsstelle befindet.

## GluD2 (GluRδ2)-Rezeptoren
Eine Sonderstellung nehmen die sogenannten „orphan“ (engl. für „Waise“) Glutamatrezeptoren vom Typ GluD2 (oder auch „GluRδ2“) ein. Mit dieser Bezeichnung wird zum Ausdruck gebracht, dass die Untereinheiten dieses Rezeptors keine Verwandtschaft mit den anderen bekannten Glutamatrezeptoren aufweisen und mit diesen keine funktionellen heteromeren Rezeptoren bilden. Die GluD2-Untereinheit wird ausschließlich in Purkinjezellen des Kleinhirns exprimiert. Die Bindung von Glutamat an GluD2 ist eine unabdingbare Voraussetzung für die normale Funktion der Purkinjezellen und damit des Kleinhirns.
Der Ligand des GluD2-Rezeptors im Kleinhirn ist Cbln1, ein lösliches Protein, das von den Körnerzellen in der Kleinhirnrinde freigesetzt wird. Es bindet an den extrazellulären N-Terminus von GluD2 an Purkinjezellen. Das hat zwei voneinander unabhängige Konsequenzen: Erstens führt es zu präsynaptischer Differenzierung und zweitens verursacht es die Zusammenlagerung verschiedener Moleküle, die wichtig sind für die synaptische Funktion. Beide Ereignisse sind notwendig für die Synapsenbildung zwischen Körner- und Purkinjezellen.

## Rezeptormodulatoren
Die synthetischen Wirkstoffe NBQX und 2-Amino-5-phosphonovaleriansäure sind Glutamat-Rezeptor-Antagonisten.